# Фиаху мак Нейлл
Фиаху мак Нейлл (Фиаха мак Нейлл; др.‑ирл. Fiachu mac Néill, Fiacha mac Néill; умер не ранее 516) — король Миде (480 — не ранее 516) из династии Уи Нейллов.

## Биография

### Происхождение
В средневековых генеалогиях Фиаху называется одним из четырнадцати сыновей верховного короля Ирландии Ниалла Девять Заложников. Его матерью считают ульстерку Индиу инген Лугдах. К сыновьям Ниалла авторы генеалогий возводили происхождение различных ветвей династии Уи Нейллов. Однако современные исследователи подвергают сомнению эти данные, считая, что мнение средневековых авторов о родстве всех ранних Уи Нейллов является во многом ошибочным. Возможно, наиболее достоверными являются сведения о принадлежности к сыновьям Ниалла Девять Заложников Лоэгайре, Кайрпре, Фиаху и Коналла (или Коналла Гулбана, или Коналла Кремтайнне), хотя и в отношении них имеются проблемы хронологического характера.

### Конфликт со святым Патриком
О ранних годах жизни Фиаху мак Нейлла сведений в исторических источниках почти не сохранилось. Только в житиях святого Патрика сообщается о встрече этого «апостола Ирландии» с Фиаху. Написанное Тиреханом в VII веке житие свидетельствует, что неназванный по имени сын Фиаху убил на холме Уснех нескольких спутников Патрика, за что святой проклял убийцу и весь его род. Согласно составленному в IX веке «Трёхчастному житию», святой Патрик проклял самого Фиаху и его брата Энду мак Нейлла за отказ принять крещение. Проклятие было наложено и на священный холм в Уснехе, один из сакральных центров ирландского язычества. После того как оба брата всё же приняли крещение, Патрик по просьбе Секундина (или Сехналла) избавил их от проклятия.

### Король Миде
Первое датированное свидетельство о Фиаху мак Нейлле относится к 480 году. Этим годом «Анналы Ульстера» датируют смерть короля Коналла Кремтайнне, после смерти которого Фиаху унаследовал престол Миде. Однако хронологические данные о истории Ирландии V века, содержащиеся в анналах, не являются достаточно надёжными. Королевство Миде было основано в результате успешных войн сыновей Ниалла Девять Заложников с правителями Лейнстера. Резиденция королей Миде находилась вблизи холма Уснех, в связи с чем в некоторых средневековых источниках (например, в «Лейнстерской книге») преемники Коналла упоминаются как короли Уснеха. Часть рода Уи Нейллов, владевшая землями в центральной и восточной частях Ирландии, получила название «южные Уи Нейллы». К ним причисляли потомков пяти сыновей Ниалла Девять Заложников: Кайрпре, Лоэгайре, Фиаху, Мане и Коналла Кремтайнне.
Подобно другим южным Уи Нейллам, Фиаху мак Нейлл вёл тяжёлые войны с Лейнстером, которым в это время правил Илланн мак Дунлайнге. По свидетельству ирландских анналов, в 510 году войско Файльге Беррайде, правителя лейнстерского септа Уи Файльги, вторглось во владения Уи Нейллов и при Фрему (около Лох-Оуэла) одержало победу над войском короля Миде. Однако уже в 516 году Фиаху взял реванш и разгромил своего победителя в сражении при Друйм Дерге. Победа позволила Уи Нейллам захватить восточные области Лейнстера (земли современных ирландских графств Уэстмит и Оффали) и значительно расширить территорию королевства Миде.
После 516 года сведения о Фиаху мак Нейлле в исторических источниках отсутствуют. Трактат «Laud Synchronisms» наделяет Фиаху двадцатью шестью годами правления, однако насколько достоверны эти сведения — неизвестно. Согласно спискам правителей Миде, преемником Фиаху на престоле этого королевства стал его племянник Ардгал мак Конайлл. Средневековые предания сообщали, что ни один из потомков Фиаху не смог завладеть престолом Миде из-за проклятия, наложенного на их род святым Патриком.

### Семья
В средневековых генеалогиях сообщается о трёх сыновьях Фиаху мак Нейлла. Двое из них, Туатал и Уатнемгенн, стали родоначальниками двух ветвей септа Кенел Фиахах, получившего название в честь Фиаху, а третий, Кримтанн, стал предком святого Аэда мак Брикка. Владения потомков Фиаху мак Нейлла располагались на завоёванных им у Лейнстера землях, на севере включая в себя Уснех, а на юге Бирр.